# Bohumil Kubrycht
Bohumil Kubrycht (* 27. Juli 1886 in Pardubice; † unbekannt) war ein böhmisch-tschechoslowakischer Radrennfahrer.

## Sportliche Laufbahn
Kubrycht war im Straßenradsport aktiv. Er war Teilnehmer der Olympischen Sommerspiele 1912 in Stockholm für Böhmen. Im olympischen Straßenrennen kam er auf den 88. Rang. Die Mannschaft Böhmens mit Bohumil Rameš, Václav Tintěra, Bohumil Kubrycht, František Kundert und Jan Vokoun kam nicht in die Mannschaftswertung im Straßenrennen.
1907 wurde er Zweiter in der Meisterschaft von Böhmen im Straßenrennen hinter Ladislav Janoušek, 1908 hinter Josef Klečka und 1912 hinter František Kundert.